# Grey Matter
Grey Matter es una película ruandesa de 2011 dirigida por Kivu Ruhorahoza.

## Sinopsis
Tres historias distintas y a la vez conectadas. En la primera, el joven cineasta Balthazar busca dinero en Kigali para producir su primera película, Le cycle du cafard, pero el gobierno se niega a financiarlo pues su guion está basado en las secuelas del genocidio en Ruanda. En la segunda, la película de Balthazar toma forma y muestra a un hombre encerrado en un asilo, que durante la guerra fue un asesino. En la tercera historia, los hermanos Yvan y Justine son dos jóvenes supervivientes que intentan reconstruir sus vidas.

## Elenco
- Hervé Kimenyi como Balthazar[4]
- Ruth Nirere como Justine
- Ramadhan Bizimana como Yvan
- Jp Uwayezu como loco
- Juma Moses Nzabandora como médico
- Natasha Muziramakenga como María
- Kennedy Jones Mazimpaka como usurero
- Jean Pierre Kalonda como  diputado
- Tamim Hakizimana como técnico mentiroso

## Premios
- Festival de Cine de Tribeca 2011[1]
- Festival de Cine de Varsovia 2011